# Alexander Rudnay
Alexander Rudnay (v maďarském prostředí též Sándor Rudnay Divékújfalusi, německy také Alexander Stephan Rudnay von Rudna und Divék-Újfalu, 4. října 1760, Kříž nad Váhom (dnes Považany) – 13. září 1831, Ostřihom) byl slovenský římskokatolický duchovní, ostřihomský arcibiskup-uherský primas a kardinál.

## Život
Studoval na gymnáziu v Nitře, na Emerikánu v Bratislavě, později filozofii v Trnavě, teologii v Budíně a v generálním semináři v Bratislavě. Na kněze byl vysvěcen 12. října 1783 v Trnavě a začátkem dubna 1784 byl promován na doktora teologie.
V lednu 1785 se stal kaplanem v Časté, poté působil v Hronském Beňadiku, v Trnavě a v Krušovcích. V roce 1805 se stal kanovníkem ostřihomské kapituly, v roce 1806 rektorem kněžského semináře v Trnavě a profesorem teologie, roku 1808 titulárním biskupem, ostřihomským generálním vikářem, místodržitelským poradcem a v roce 1816 byl ustanoven sedmihradským biskupem se sídlem v Karlovském Bělehradu (dnes Alba Iulia).
V prosinci 1819 byl jmenován ostřihomským arcibiskupem a uherským primasem. Na žádost panovníka se v roce 1820 přestěhoval spolu s celou kapitulou z Trnavy do Ostřihomi. Byl členem Panské tabule, tajemníkem královské kanceláře a členem tajné rady. Byl stoupencem vídeňského dvora a podporoval rozvoj kultury Slováků. V roce 1828 ho papež Lev XII. jmenoval kardinálem (z té doby pochází i jeho výrok „Slovák som, a keby som bol i na stolci Petrovom, Slovákom zostanem.“).

## Dílo
Rudnay byl osvícený vzdělanec, slovenský národní buditel, člen a mecenáš Slovenského učeného tovarišstva, založeného roku 1792 Antonem Bernolákem v Trnavě. Podporoval bernolákovce a slovenské národní hnutí, jako jeden z mála vysokých církevních činitelů šlechtického původu, kteří se hlásili ke slovenské národní příslušnosti.
V roce 1822 jako arcibiskup a primas Uherska začal v Ostřihomi budovat katedrálu Nanebevzetí Panny Marie a svatého Vojtěcha. Sám na její výstavbu přispěl částkou 800 000 forintů.

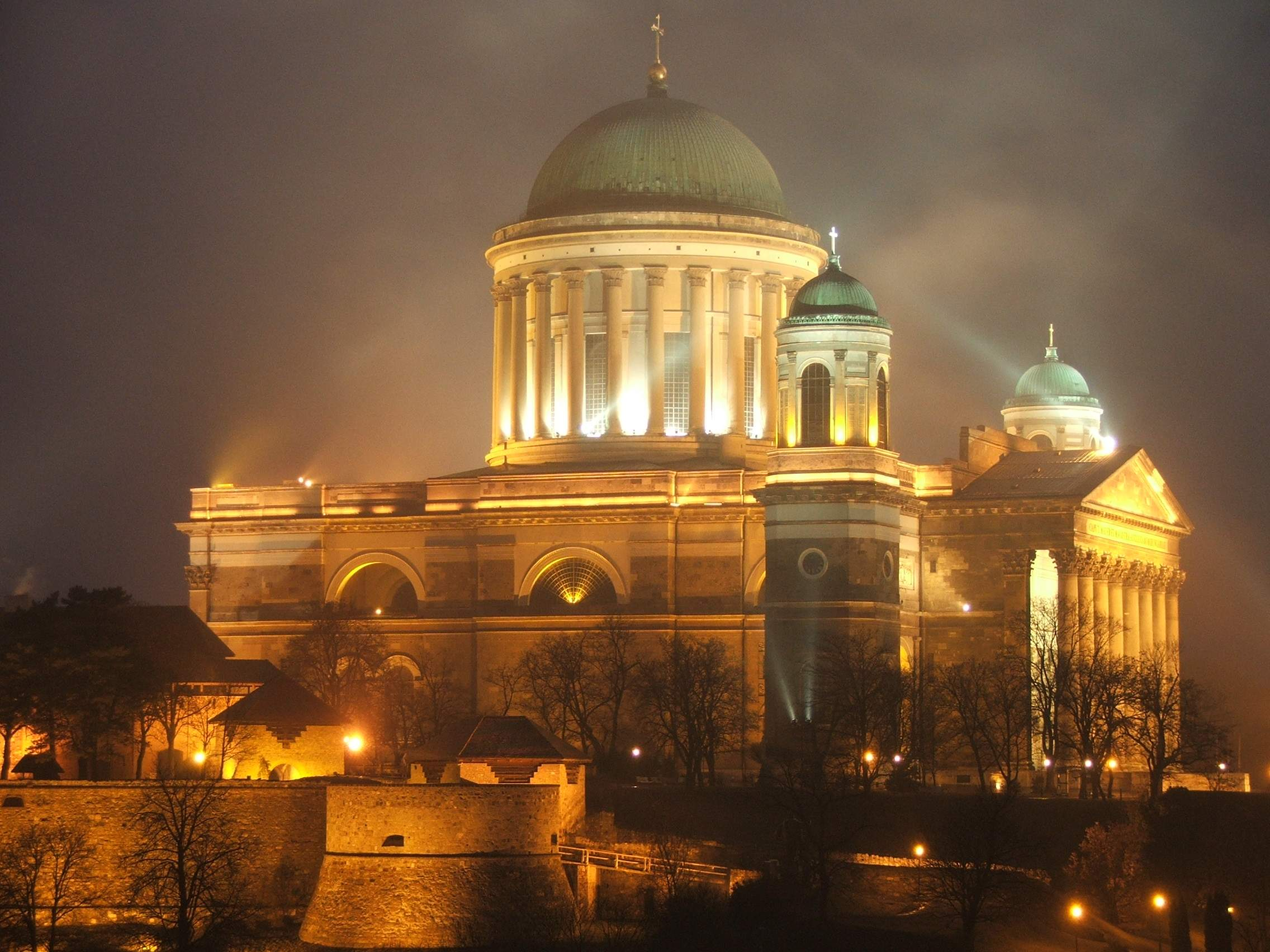
Ostřihomská bazilika

V roce 1833 vyšla v Jelinkově tiskárně v Trnavě kniha „Kázne príhodné, ai iné, to gest 82 Reči duchowních od nebohého Arcibiskupa Ostrihomského w Krušovách nekdi predneseních a wlástnú Rukú spísaních“. Rudnay je psal v letech 1778–1805.
Kromě toho se v letech 1825–1827 podílel na vytištění lingvisty Antona Bernolákova "Slowáru" (Slowár Slowenskí Češko-Laťinsko-Ňemecko-Uherskí) v univerzitní tiskárně v Budapešti.